# اورگلاک
اورگلاک (به مجاری: Öreglak) یک شهرداری در مجارستان است که در ناحیه فونیود واقع شده‌است. اورگلاک ۲۰٫۷۲ کیلومتر مربع مساحت و ۱٬۷۴۳ نفر جمعیت دارد.